# 岡田尊司
岡田 尊司（おかだ たかし、1960年3月4日 - ）は、日本の医学者（精神科医）、作家。博士（医学）。岡田クリニック院長。

## 来歴
香川県出身。香川県立観音寺第一高等学校を卒業し、東京大学文学部哲学科を中退、京都大学医学部を卒業、同大学大学院医学研究科を修了する。
2000年（平成12年）博士（医学）（京都大学）学位修得。日本精神神経学会認定医。精神保健指定医。
京都大学医学部卒業後、同大学大学院高次脳科学講座神経生物学教室、脳病態生理学講座精神医学教室で研究に従事しながら、京都府立洛南病院、京都医療少年院等に勤務する。
山形大学客員教授として研究者の社会的スキルの改善やメンタルヘルスの問題にも取り組む。

## 人物
パーソナリティ障害の臨床に取り組んでいる。笠原嘉のスーパービジョンを受けるなど、精神療法家としても知られる。

## 批判
岡田は「生きるのが面倒くさい人 回避性パーソナリティ障害」（朝日新聞出版）において、星新一が回避性パーソナリティ障害であると診断している。このことについて、娘の星マリナが「不適切とされている行為であり、誤診である」と批判している。岡田は星新一を直接診察したことがなく、家族や関係者への取材もしていなかった。
日本精神神経学会は、「精神科医師が、自ら診察を行うことなく、衆目を集める人や著名人の精神状態や人格について、本人の同意なしに公の場で精神医学的な論評することは、専門的技能と地位双方の乱用にあたり、不適切です」としている。

## 受賞歴
- 1999年 横溝正史ミステリ大賞奨励賞 - 小笠原あむ『ヴィクティム』（未刊）
- 2000年 横溝正史ミステリ大賞 - 小笠原慧『DZ ディーズィー』

## 学会
- 日本情動学会理事
- 日本心身医学会

## 著書

### 精神医学
- 人格障害の時代（2004年6月 平凡社新書）
- パーソナリティ障害―いかに接し、どう克服するか（2004年7月 PHP研究所）
- 自己愛型社会―ナルシスの時代の終焉（2005年5月 平凡社新書）
- 悲しみの子どもたち―罪と病を背負って（2005年5月 集英社新書）
- 誇大自己症候群（2005年9月 ちくま新書）
- 子どもの「心の病」を知る―児童期・青年期とどう向き合うか（2005年9月 PHP新書）
- 脳内汚染（2005年12月 文藝春秋 / 2008年6月 文春文庫）
- パーソナリティ障害がわかる本―「障害」を「個性」に変えるために（2006年5月 法研）
- 脳内汚染からの脱出（2007年5月 文春新書）
- 社会脳―人生のカギをにぎるもの（2007年7月 PHP新書）
- うまくいかないあの人と、うまくいく方法―パーソナリティ障害でわかる！（2007年8月 ナツメ社）
- SQテスト―自分らしさがわかる（2007年12月 PHP研究所）
- 「生きづらさ」を超える哲学（2008年12月 PHP新書）
- アベンジャー型犯罪―秋葉原事件は警告する（2009年1月 文春新書）
- 境界性パーソナリティ障害（2009年5月 幻冬舎新書）
- アスペルガー症候群（2009年9月 幻冬舎新書）
- パーソナリティ分析―恋愛編（2009年12月 青春新書）
- マキャベリー的知性―危機の時代を生き抜く社会的知性の磨き方（2010年3月 アスキー新書）
- この世の中を動かす暗黙のルール―人づきあいが苦手な人のための物語（2010年7月 幻冬舎）
- うつと気分障害（2010年9月 幻冬舎新書）
- 統合失調症―その新たなる真実（2010年10月 PHP新書）
- ササッとわかる「パーソナリティ障害」（2010年10月 講談社）
- なぜ日本の若者は自立できないのか（2010年12月 小学館）
  - 【改題】子供が自立できる教育（2013年3月 小学館文庫）
- 働き盛りがなぜ死を選ぶのか―〈デフレ自殺〉への処方箋（2011年4月 角川書店）
- 人はなぜ眠れないのか（2011年5月 幻冬舎新書）
- シック・マザー―心を病んだ母親とその子どもたち（2011年6月 筑摩選書）
- 愛着障害―子ども時代を引きずる人々（2011年9月 光文社新書）
- 人を動かす対話術―心の奇跡はなぜ起きるのか（2011年11月 PHP新書）
- あなたの中の異常心理（2012年1月 幻冬舎新書）
- 愛着崩壊 子どもを愛せない大人たち（2012年5月 角川選書）
- 発達障害と呼ばないで（2012年7月 幻冬舎新書）
- ササッとわかる「境界性パーソナリティ障害」見やすい・すぐわかる図解大安心シリーズ（2012年9月 講談社）
- 母という病（2012年11月 ポプラ社 / 2014年1月 ポプラ新書）
- マインド・コントロール（2012年12月 文藝春秋）のち新書
- 働く人のための精神医学（2013年5月 PHP新書）
- ストレスと適応障害 つらい時期を乗り越える技術（2013年5月 幻冬舎新書）
- 回避性愛着障害 絆が稀薄な人たち（2013年12月 光文社新書）
- 父という病（2014年3月 ポプラ社）
- インターネット・ゲーム依存症 (2014年12月 文春新書)
- 夫婦という病―夫を愛せない妻たち（2016年1月 河出書房新社）

### 小説（小笠原慧名義）
- DZ（ディーズィー）（2000年5月 角川書店 / 2003年5月 角川文庫） - 第20回横溝正史ミステリ大賞受賞
- 手のひらの蝶（2002年11月 角川書店 / 2005年8月 角川文庫）
- サバイバー・ミッション（2004年10月 文藝春秋 / 2007年5月 文春文庫）
- 風の音が聞こえませんか（2007年8月 角川書店 / 2010年10月 角川文庫）
- 死夢（シニユメ）（2009年3月 角川書店）
- タロットの迷宮（2009年3月 文藝春秋）
- あなたの人生、逆転させます：新米療法士・美夢のメンタルクリニック日誌（2016年1月、新潮社）

## 関連人物
- 笠原嘉